# Jacques Perreten
Jacques «Jacky» Perreten (* 25. Februar 1927; † 19. Mai 1995 in Aigle) war ein Schweizer Skispringer.
Perreten bestritt mit den Olympischen Winterspielen 1952 in Oslo sein einziges internationales Turnier. Von der Normalschanze konnte er dabei auf den 23. Platz springen.